# Melchior Lussi

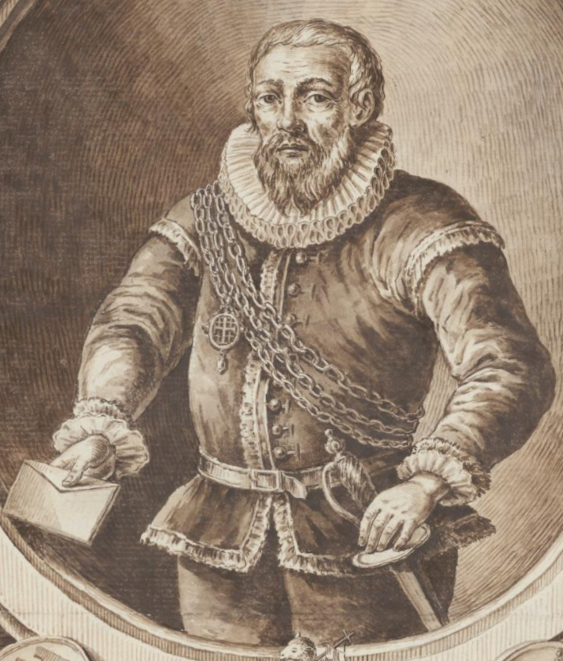
Melchior Lussi

Melchior Lussi, auch „Lussy“ (* 1529 in Stans; † 14. November 1606 ebenda), war ein Schweizer Staatsmann, Landammann Nidwaldens und Konzilsabgeordneter sowie Oberst in fremden Kriegsdiensten.

## Leben
1544 erlernte er bei seinem Onkel Peter, dem Landvogt in Bellinzona, die italienische Sprache und arbeitete dann als amtlicher Dolmetscher beim Landvogt von Locarno. Als Landvogt lebte er 1558 in Bellinzona. 1560 erwarb er das Winkelriedhaus in Stans. 1561 wurde er zum Landammann von Nidwalden gewählt,  1562–1563 war er Gesandter der katholischen Orte am Konzil von Trient. 1580 war er Landvogt in Lugano. 1582 stiftete er das Kapuzinerkloster in Stans. 1583 unternahm er eine Pilgerreise nach Jerusalem und 1590 nach Santiago de Compostela.
Er war seit 1583 Ritter vom Ritterorden vom Heiligen Grab zu Jerusalem.